# Irony Is a Dead Scene
Irony Is a Dead Scene è un EP del 2002 del gruppo mathcore statunitense The Dillinger Escape Plan con Mike Patton (Mr. Bungle, Faith No More, Fantomas); è uscito negli Usa il 27 agosto 2002.

## Tracklist
1. Hollywood Squares – 4:06
2. Pig Latin – 3:31
3. When Good Dogs Do Bad Things – 5:59
4. Come To Daddy (Aphex Twin Cover) - 4:21

## Formazione
- Mike Patton - voce tastiere, samples
- Benjamin Weinman - chitarra, tastiere
- Chris Pennie - percussioni, batteria, tastiere
- Brian Benoit - chitarra
- Liam Wilson - basso
- Adam Doll - tastiere, samples